# 可江集
可江集（かこうしゅう）は、十五代目市村羽左衛門が選んだ新作演目を纏めた物。後述する様に羽左衛門が自ら制定した可江集とは別に1954年（昭和29年）に『梨の花演劇誌』が羽左衛門の当たり役として紹介した物を1985年（昭和60年）に『演劇界』が新たに可江集として紹介した物が存在しこちらが一般的に可江集として広く知られている。

## 羽左衛門によって制定された可江集
可江集の端緒は1921年（大正10年）10月歌舞伎座で初演された赤星重三郎を「可江集の内」と入れたのが始まりである。
可江集制定に関与した木村錦花によると
羽左衛門が新二番目物を誰かに書いて貰ひ、それを可江集と名附る事にしたいと云ふ希望で岡鬼太郎、山崎紫紅、山岸荷葉、川尻清潭、遠藤為春、木村錦花等に協り、八月八日同優の沼津の別荘に於て、その狂言会を催しました
とあくまで羽左衛門の新作を目的に制定されたのが分かる。
その後同会の人達の合作で書かれた牛念仏祇園夜話、岡本綺堂が書いた御影堂心中が相次いで上演、制定されたがその後は新たに新作が書き起こされる事が暫く無くなり7年後の1929年（昭和4年）に木村富子が書き下ろし歌舞伎座で初演された住吉物狂を羽左衛門が気に入って可江集に新たに追加したに留まった。
従って羽左衛門の制定した可江集は以下の4種のみである。
赤星重三郎初演：大正10年10月歌舞伎座
牛念仏祇園夜話初演：大正10年11月市村座
御影堂心中初演：大正11年2月新富座
住吉物狂初演：昭和4年11月歌舞伎座
住吉物狂の制定により可江集が完成したのか、新たな演目を追加する予定だったのが羽左衛門の死により未完に終わったのか明確ではないが戦後に出版された『演劇界』や各種資料では
「可江集」を決める腹もあったがほどまでも至らないで終った。
先々代羽左衛門の「可江集」も「赤星重三郎」や「住吉物狂」など、二三種挙げたのみであった。
未完成乍ら十五代目市村羽左衛門の「可江集」のある如く
とあくまで可江集は未完成だと見做している。

## 『梨の花演劇誌』および『演劇界』により新たに制定された可江集
十五代目市村羽左衛門の没後、後継者であった十六代目が急逝してしまったこともあり、可江集に関する新たな動きもないまま時間は経過し羽左衛門の死後9年が経過した1954年に出版された『梨の花演劇誌』「歌舞伎狂言十八番集」に記載されたのが現在知られる可江集の元である。
こちらは執筆者の記載がないが、上述の可江集について触れた上で、
未完成の儘で亡くなりました。羽左の得意芸は沢山ありますが、伏木英秀画伯が絵にした当り役十二幅が演劇博物館に寄贈され、之が羽左の代表的当り芸ですので茲には其れを収録致しました事をお断りしておきます。
とあくまで本物の可江集ではないと明記した上で下記の12演目を紹介している。
これには当時存命していた十五代目の養子である市村吉五郎が選定に関与した形跡も見られない為、市村家公認といった類の物ではなく前述の様にあくまで執筆者が十五代目市村羽左衛門の稀有な個性と仁によって生みだされた特色ある当たり芸を列挙して12種選んだ物である。しかし、この記述が独り歩きして羽左衛門の死後40年を経た1985年の『演劇界』12月号に記載された「家の芸一覧」ではこちらが可江集として紹介される等、現在ではこちらが可江集として見做されてしまっているのが現状である。こちらの特徴としては上述の通り白塗りの二枚目立役または若衆役かそれに類するものであること、調子のよい口跡を聞かせる役が多いこと、世話ものでは江戸前の粋でいなせな風情を見せる役が多いこと、丸本歌舞伎が少ないことなどが特徴である。
石切梶原（いしきりかじわら）
丸本歌舞伎。本外題『梶原平三誉石切』（かじわらへいぞうほまれのいしきり）。もとは長谷川千四・文耕堂作『三浦大助紅梅革勺』（みうらのおおすけこうばいたづな）の三段目「星合寺の場」を独立させたもの。ただし十五代目市村羽左衛門は『名橘誉石切』（なもたちばなほまれのいしきり）の外題で上演することが多かった。持役はむろん梶原平三景時である。
筋は、平家全盛の世にひそかに源氏に心を寄せる梶原が研師の親子から源氏ゆかりの名刀を手に入れ、後日の挙兵を心待ちにするというもので、刀を買おうとする平家方の侍俣野五郎をあしらう様や刀の目利き、試し切りなどが主な為所となる。ほとんど一人舞台と言ってもいい作品で、あくまで十五代目市村羽左衛門の颯爽たる容姿と口跡を見せるために上演されることが多かった。
盛綱陣屋（もりつなじんや）
丸本歌舞伎。本外題『近江源氏先陣館』（おうみげんじせんじんやかた）。近松半二らの合作。十五代目市村羽左衛門の持役は佐々木四郎盛綱。
直侍（なおざむらい）『天衣紛上野初花』（雪暮夜入谷畦道）の片岡直次郎
切られ与三郎（きられよさぶろう）『与話情浮名横櫛』の与三郎
お祭り左七（おまつりさしち）『江戸育御祭佐七』のお祭り左七
富樫（とがし）『勧進帳』の富樫左衛門
実盛（さねもり）『源平布引滝』（実盛物語）の斎藤実盛
助六（すけろく）『助六』の花川戸助六
権八（ごんぱち）『其小唄夢廓』の白井権八
御所五郎蔵（ごしょのごろぞう）『曾我綉侠御所染』の御所五郎蔵
いがみの権太（いがみのごんた）『義経千本桜』のいがみの権太
勘平（かんぺい）『仮名手本忠臣蔵』の早野勘平